# The Movement (Inspectah Deck)
The Movement è il secondo album solista dell'MC newyorkese Inspectah Deck,membro del Wu-Tang Clan. Uscito nel 2003, presenta un distacco dal suono duro ed ispirato al soul del primo disco, Uncontrolled Substance, e visita uno stile più espressivo e sonoro. Secondo Inspectah Deck "The Movement" rappresenta il suo vero debutto: «Uncontrolled Substance era solo il frutto di un buon liricista desideroso di pubblicare un album. Volevo solo essere ascoltato. "The Movement" invece mostra Deck dietro le quinte, dietro ogni cosa, faccio...praticamente tutto. Inspectah Deck compare su tutti i credits questa volta. Sono stato abile a metterci del mio.» 

## Tracce
1. Intro
2. City High
3. That Shit
4. Get Right
5. The Movement
6. Who Got It
7. It's Like That
8. Shorty Right There
9. U Wanna Be
10. Framed
11. Bumpin' & Grindin'
12. Vendetta
13. The Stereotype
14. That Nigga
15. Big City
16. Cradle To The Grave